# Oldsmobile 98
Oldsmobile 98 (укр. Олдсмобіл Найнті Ейт) — серія моделей американських повнорозмірних легкових автомобілів, що випускалася з 1941 по 1996 модельний рік підрозділом Oldsmobile компанії General Motors.
У модельному ряду підрозділу вона займала становище флагмана, перевершуючи за рівнями престижності і комплектації «молодші» серії «66», «76» та «88», і мала найкращі серед масових марок GM обробку та обладнання, поступаючись в цьому лише більш висококласним «Бьюїк» і «Кадилак».
З 1959 по 1984 рік серія «98» використовувала задньоприводну платформу C-body, з 1985 - нову передньоприводну платформу з тією ж назвою C-body.
У свій час в рамках серії «98» існували окремі моделі - такі, як L/S, Holiday і Regency.

## Галерея

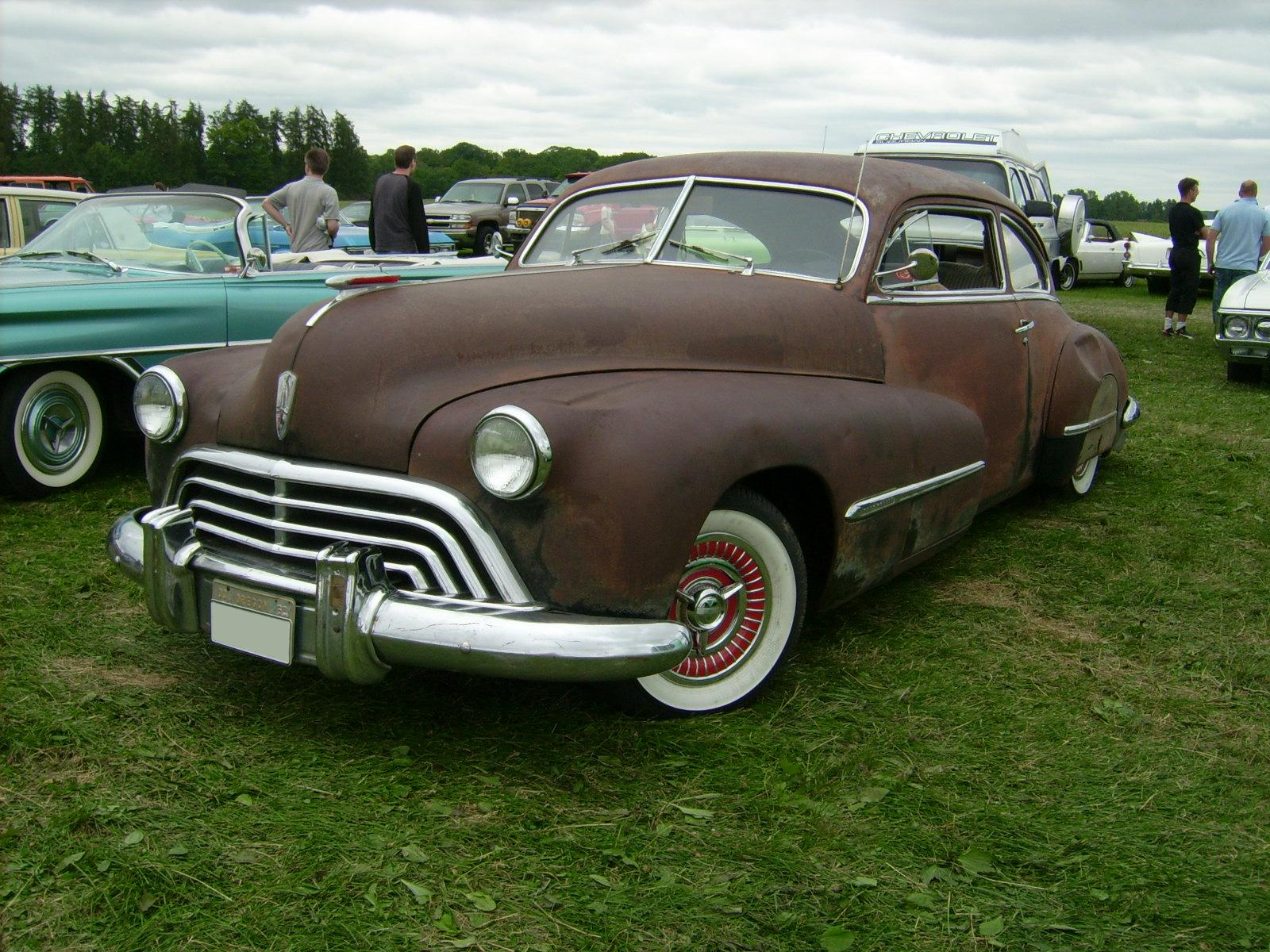
1941 — 1947
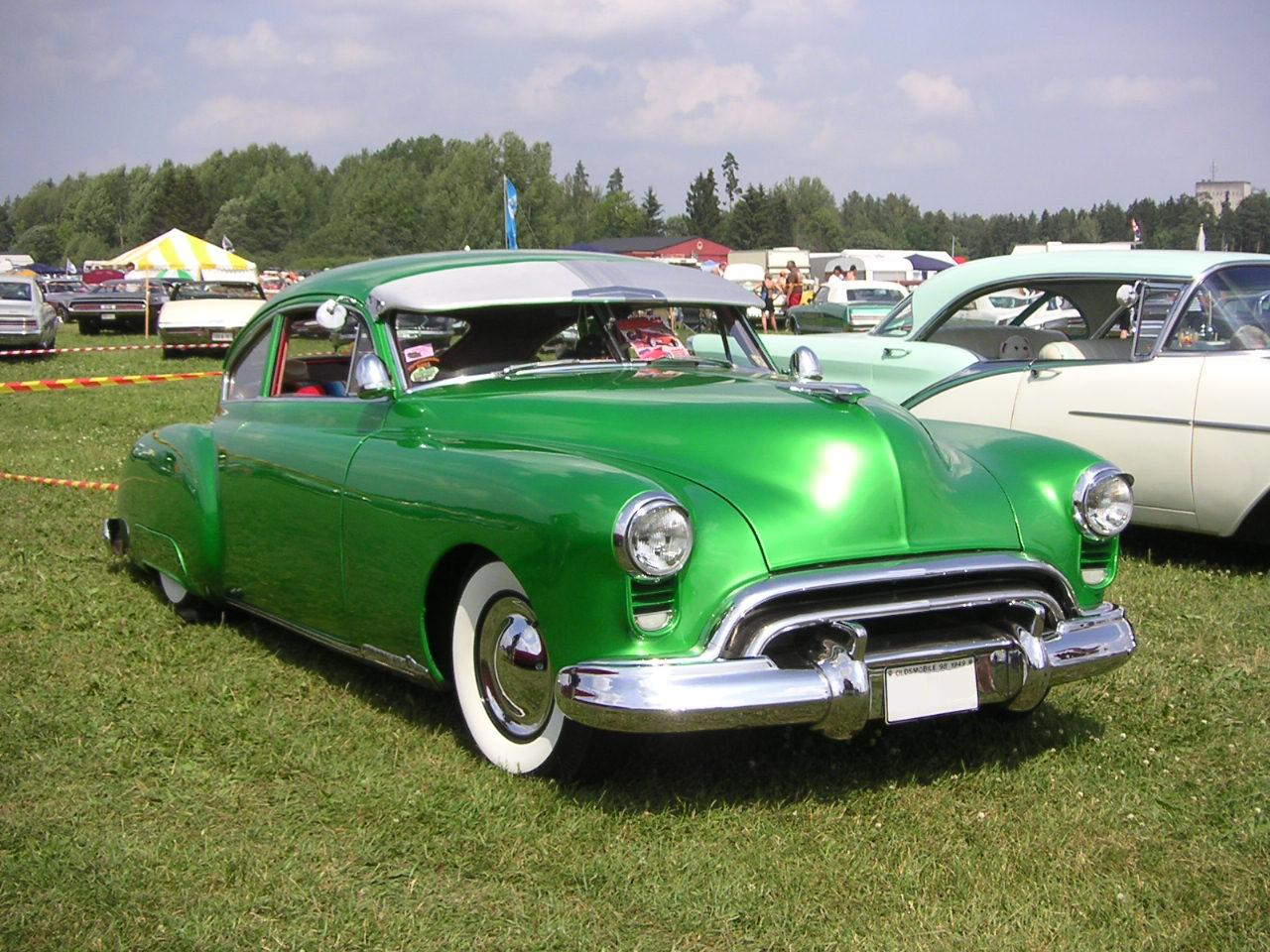
1948 — 1953
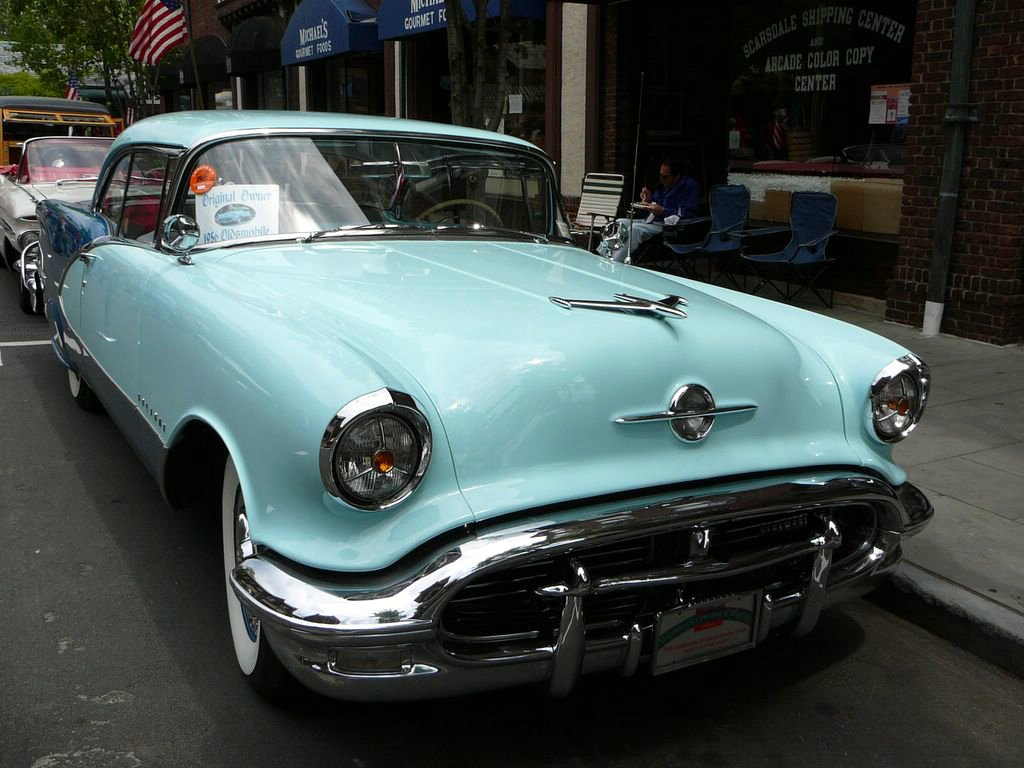
1954 — 1957
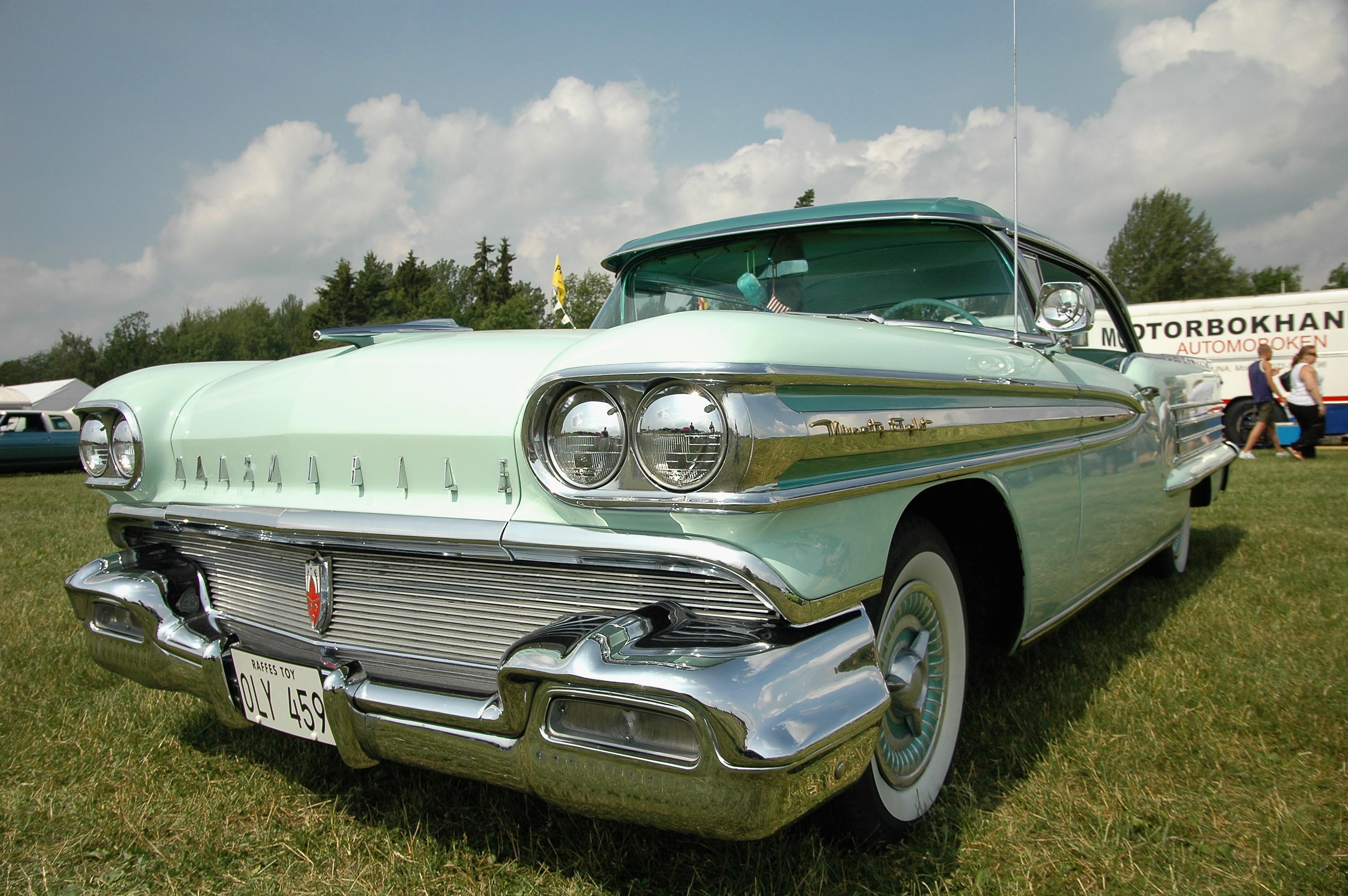
1958 — 1964
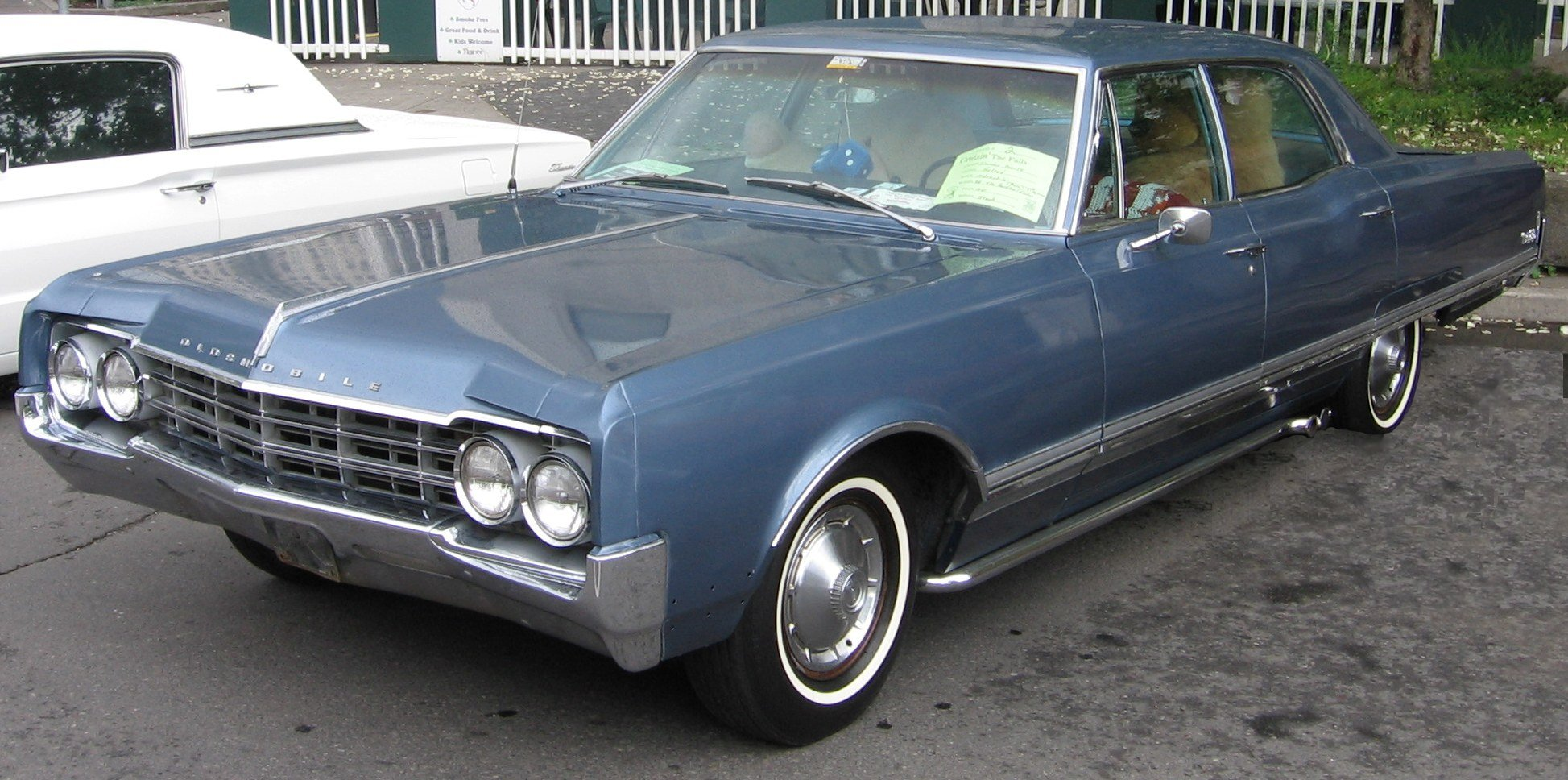
1965 — 1970
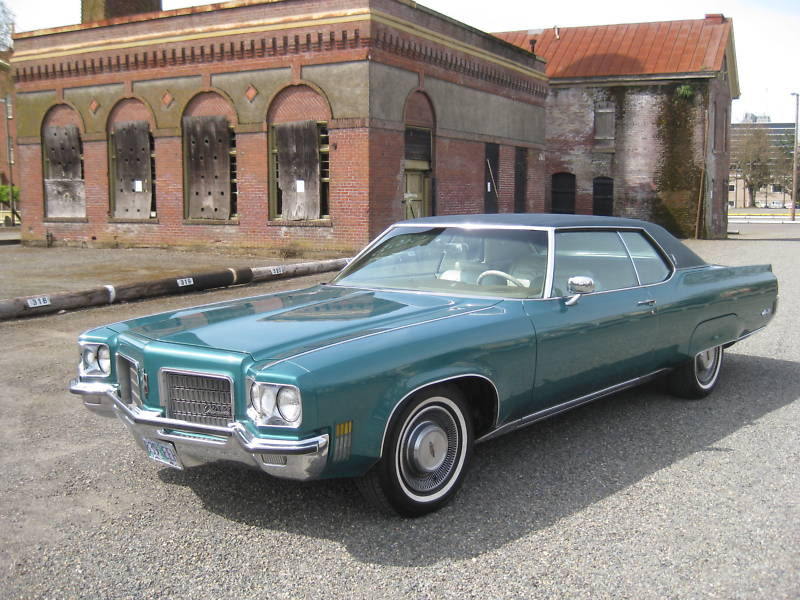
1971 — 1976
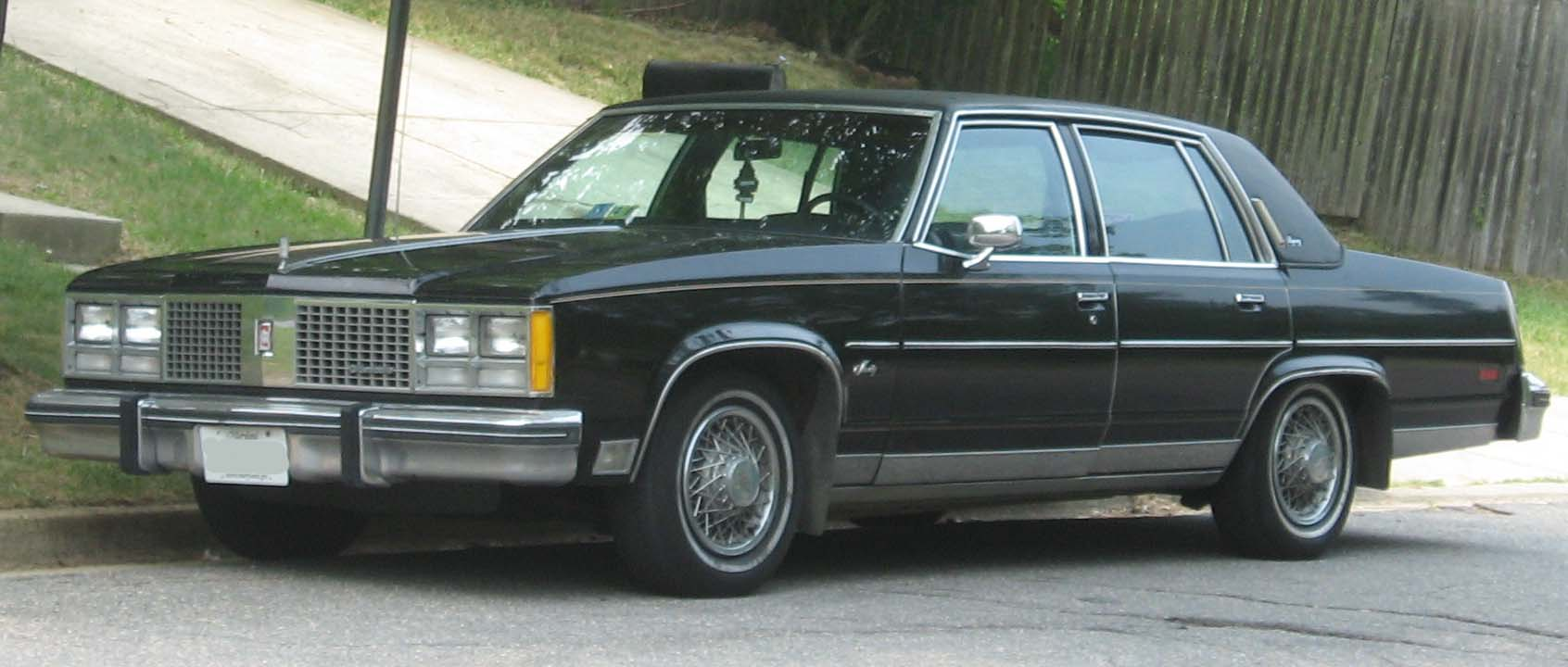
1977 — 1984
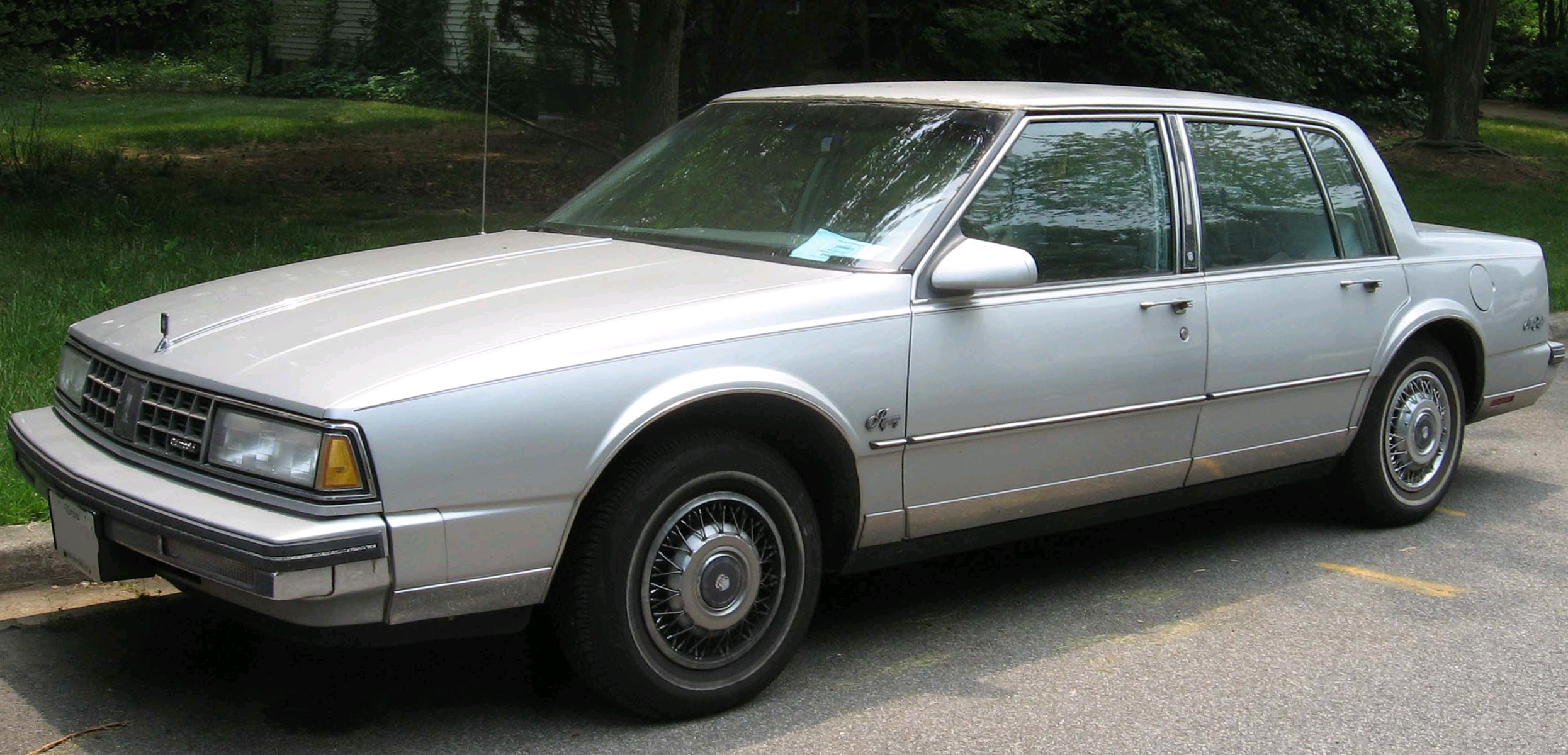
1985 — 1990
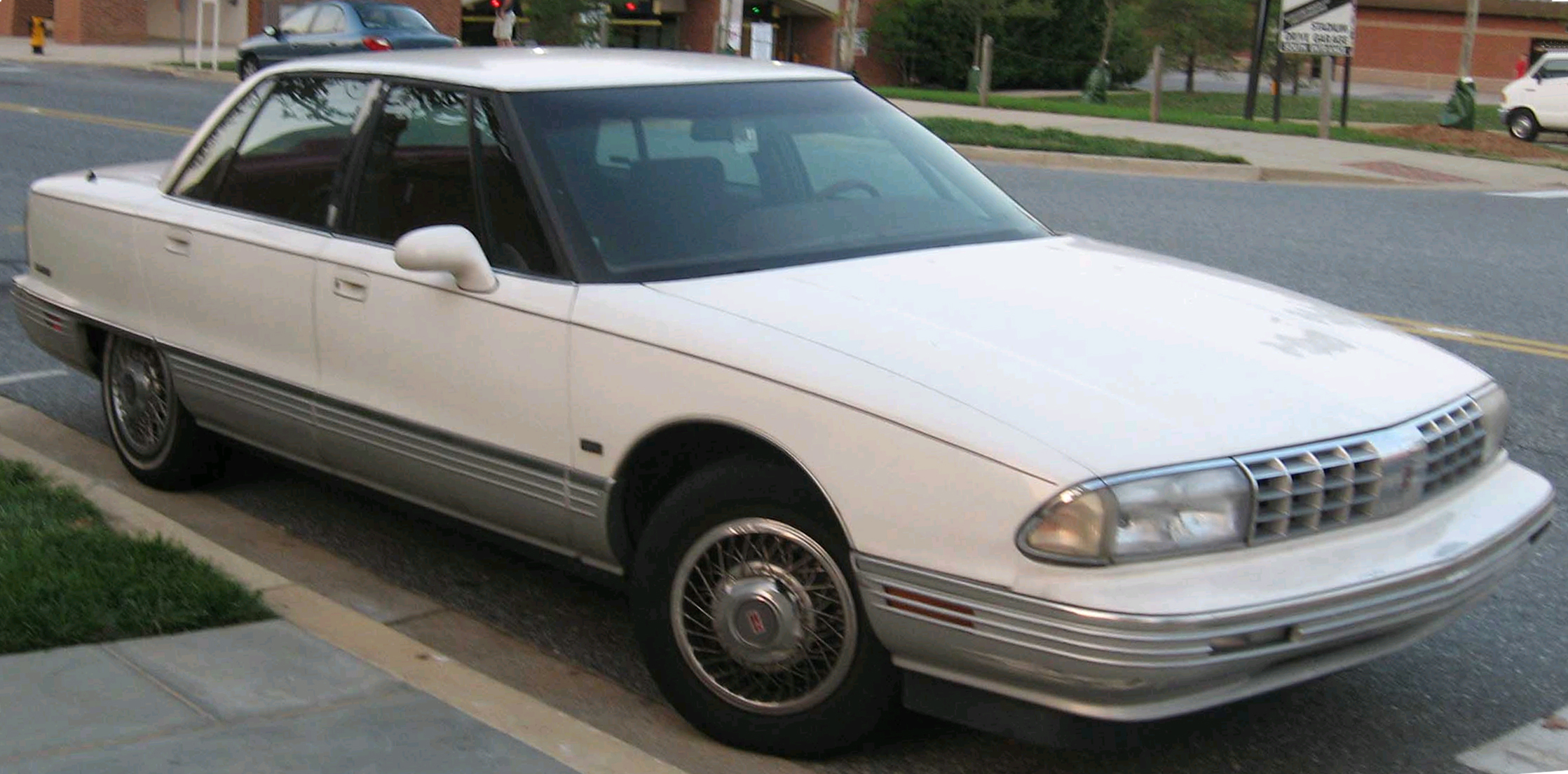
1991 — 1996